# 文林山革命陵园
文林山革命陵园位于中华人民共和国福建省福州市鼓楼区洪山镇的文林山南麓，是福州市的一处烈士陵园，安葬了被中华人民共和国政府认定为革命烈士的部分福州籍人物。1992年，文林山革命陵园被福州市人民政府公布为第三批市级文物保护单位，2016年被中华人民共和国民政部公布为第六批国家级烈士纪念设施。

## 历史
1958年1月，福州市人民委员会在文林山设立墓碑，以纪念中国共产党在中华人民共和国成立前后牺牲的革命烈士。1979年，福州市人民政府在此地开始筹建革命陵园，1988年正式建成。1990年，革命陵园入选福建省省级重点烈士纪念设施单位。1992年11月，福州市人民政府将文林山革命陵园公布为第三批福州市文物保护单位。1994年，陵园内的烈士悼念厅前新建了福州市革命烈士纪念馆。2016年9月，中华人民共和国民政部将烈士陵园列入福建省的8个国家级烈士纪念设施之一。2022年，福州市革命烈士纪念馆被翻新为福州市革命英烈事迹陈列馆，烈士纪念碑后新建了烈士英名墙。2023年，退役军人事务部投入1872万元人民币对陈列馆进行改陈布展。

## 建筑
在1988年建成新的陵园前，文林山革命陵园主要由几座墓碑构成，进深90米，面阔26米，前后三层墓埕，占地约200平方米，中间并列两座坟墓，分别为西侧安葬城工部事件烈士的革命烈士墓和东侧的空军英雄杜凤瑞烈士墓，两墓封土均为圆柱形，直径1米，高1.2米，封土前树立青石质墓碑，革命烈士墓碑后刻着88名城工部烈士的名字。墓后建有占地2400平方米的永安堂（又名藏骨堂），用以安放革命烈士的骨灰。
1988年新的革命陵园落成后，总占地面积达到了7.1万平方米，整体由革命烈士纪念碑、革命烈士墓、革命军人墓、城工部烈士墓、杜凤瑞烈士墓、长安堂（即原来的永安堂）和革命英烈事迹陈列馆等纪念建筑物构成。自大门进入陵园后，需步行登上321级台阶，才能到达革命烈士纪念碑处，纪念碑高27.8米，碑上为方毅书写的“革命烈士永垂不朽”，底座为八角形，并呈“八”字排开16朵石雕花环，与“祭扫者心中的一朵”一起共17朵，寓意为纪念中国人民解放军在1949年8月17日接管福州。经2023年改造后的革命英烈事迹陈列馆展陈面积达1872平方米，馆内展示福州籍革命烈士的相关事迹与影像。

## 图集

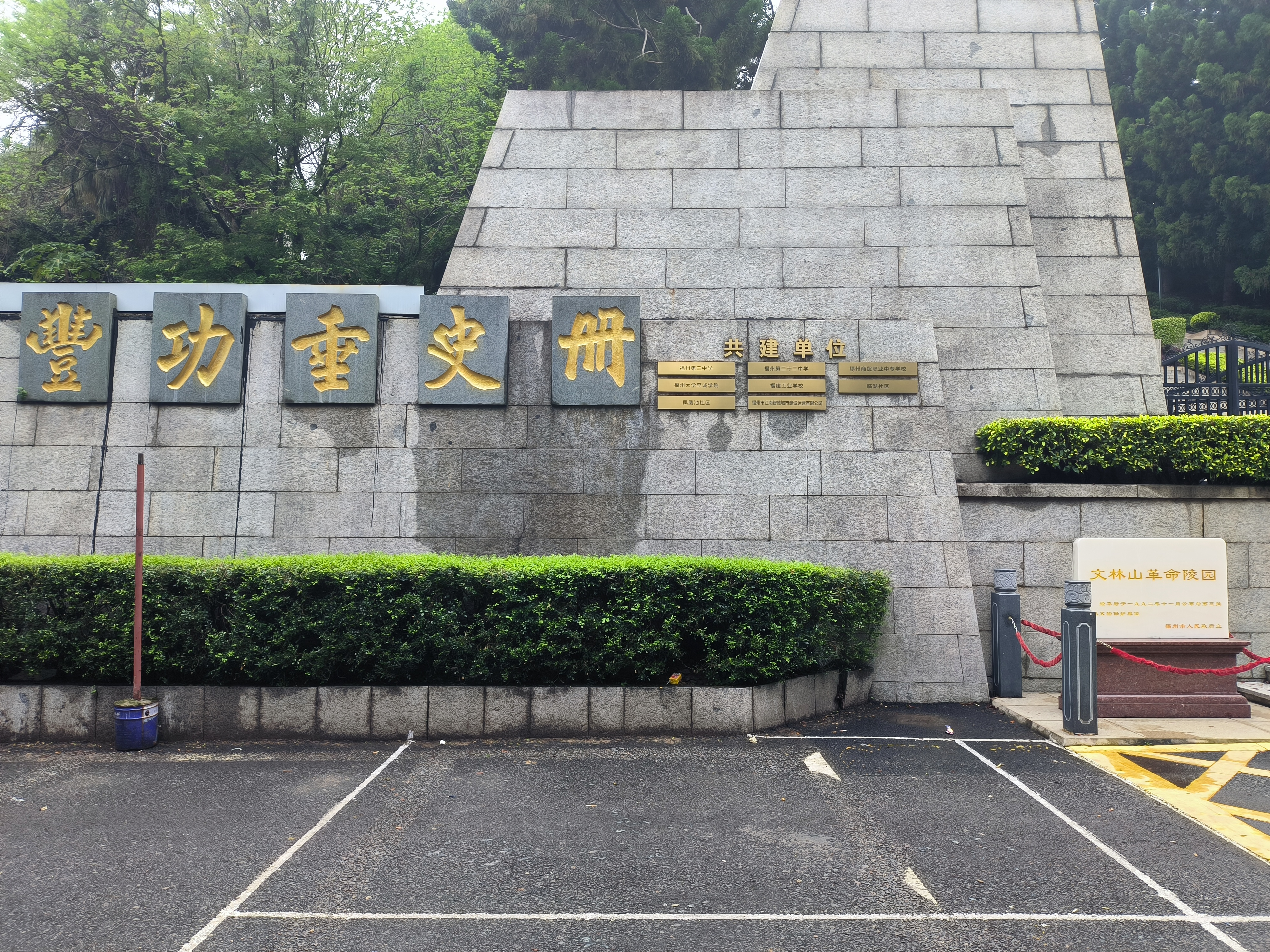
革命陵园大门西侧，立有福州市文物保护单位标志
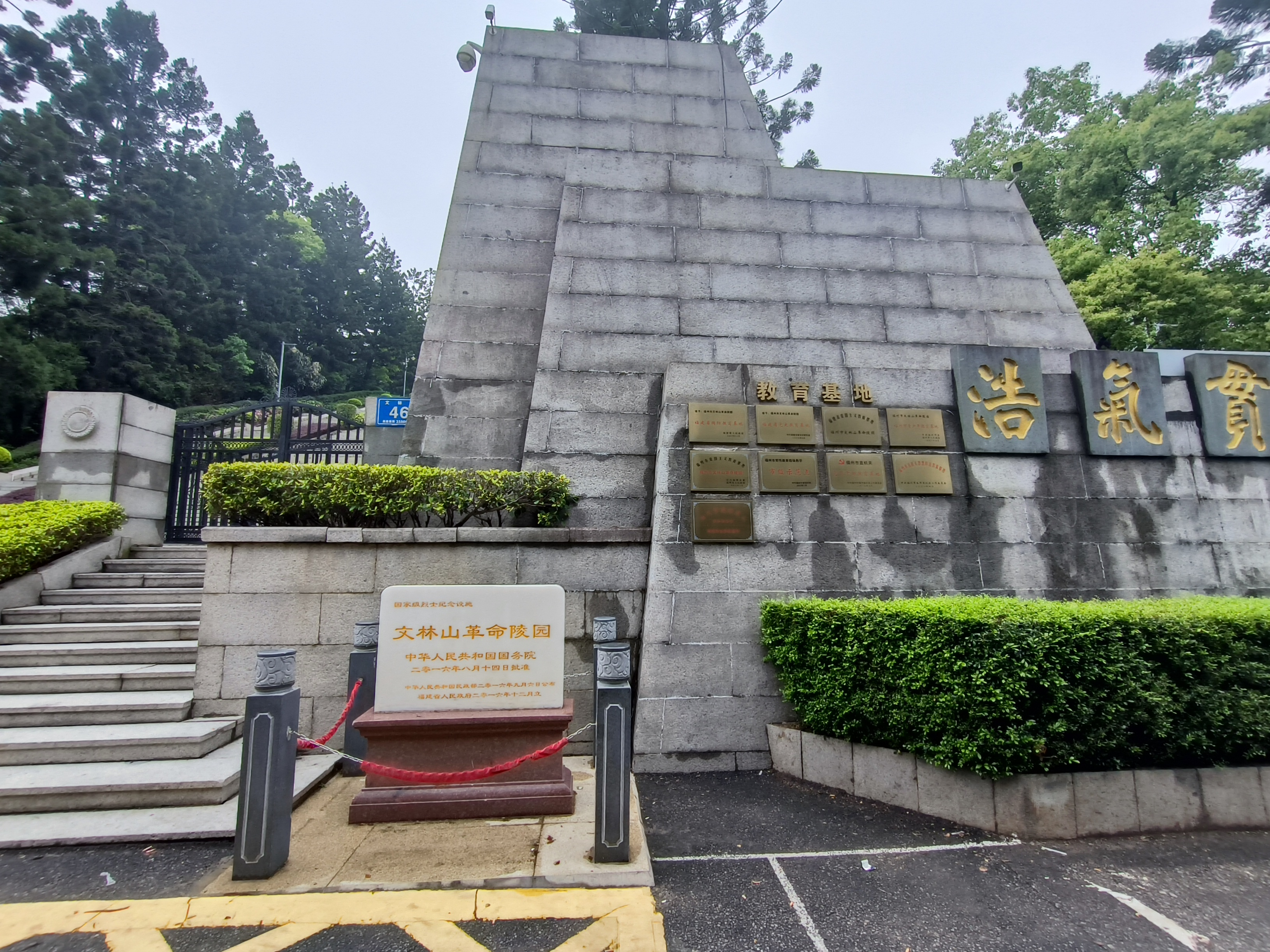
革命陵园大门东侧，立有国家级烈士纪念设施标志
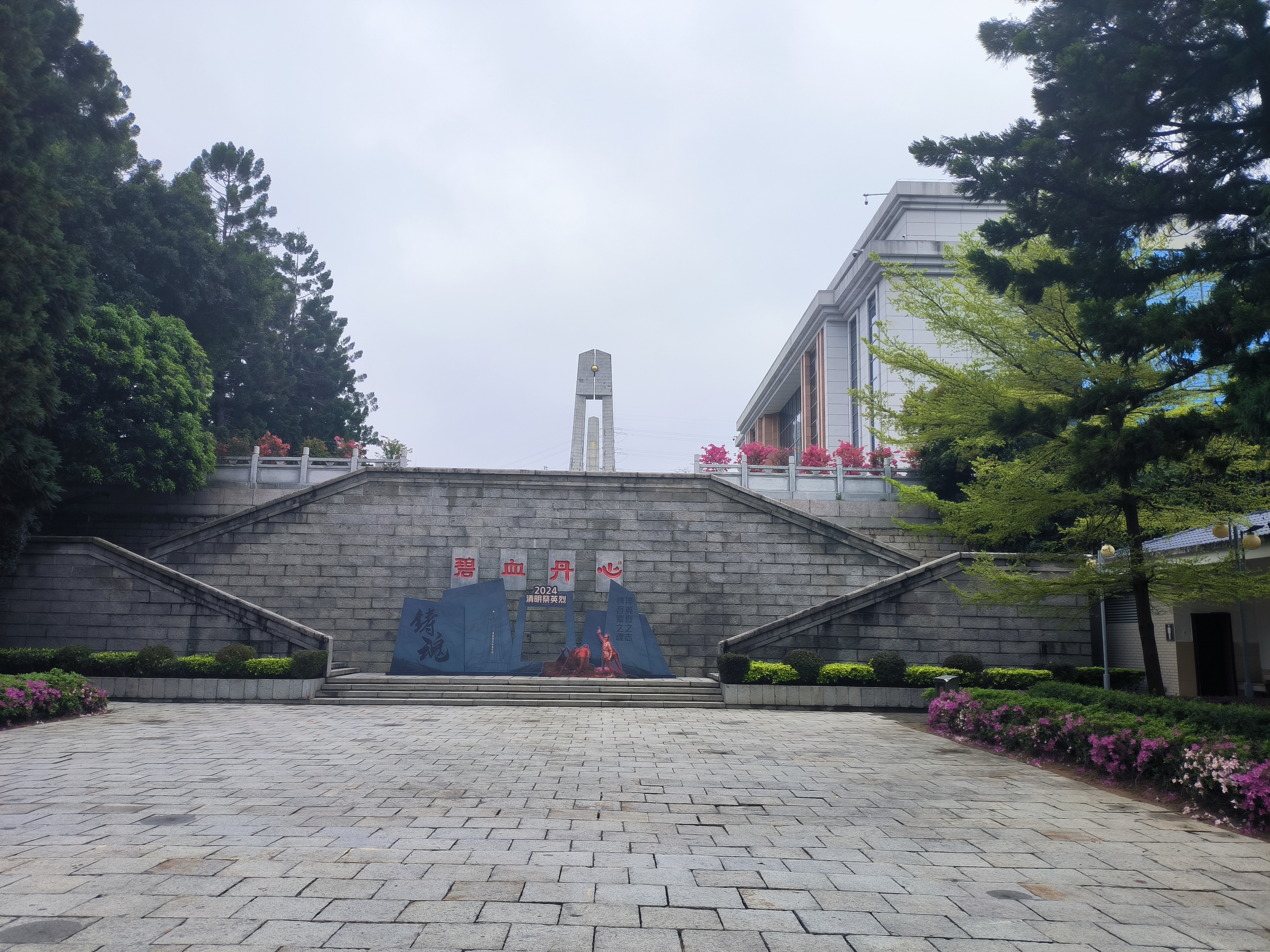
革命烈士纪念碑前的阶梯与宣传文字
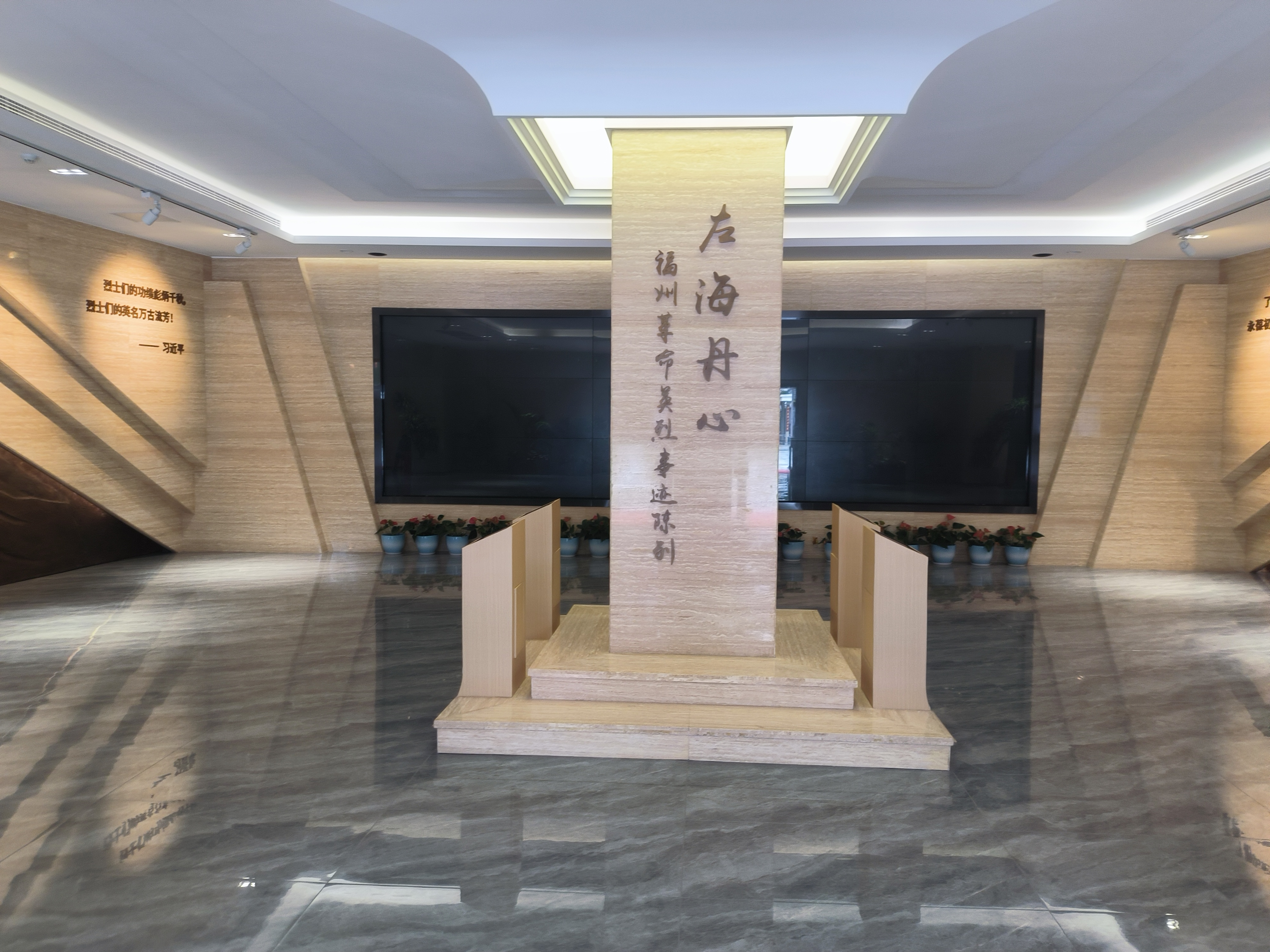
福州市革命英烈事迹陈列馆大厅
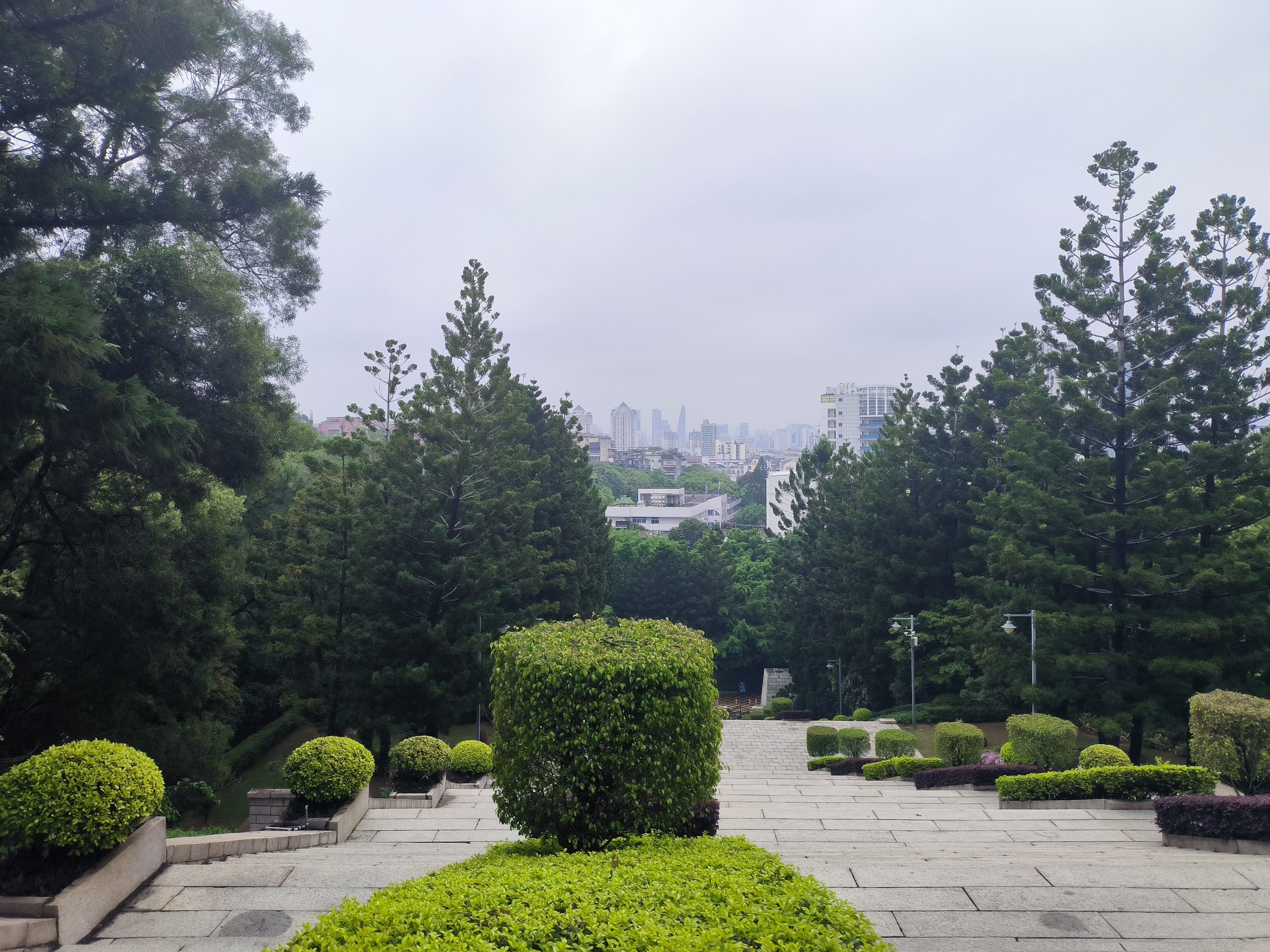
在陵园内可看到福州城的一部分